# (74123) 1998 QG56
(74123) 1998 QG56 – planetoida z pasa głównego asteroid okrążająca Słońce w ciągu 4,07 lat w średniej odległości 2,55 j.a. Odkryta 28 sierpnia 1998 roku.